# Sorocea bonplandii
Sorocea bonplandii là một loài thực vật có hoa trong họ Moraceae. Loài này được (Baill.) W.C.Burger, Lanj. & de Boer miêu tả khoa học đầu tiên năm 1962.